# Nicola Riezzo
Nicola Riezzo (Squinzano, 11 dicembre 1904 – Squinzano, 20 agosto 1998) è stato un arcivescovo cattolico italiano.

## Biografia
Terzo di sei figli, è avviato fin da bambino alla vita sacerdotale, anche grazie alla guida di uno zio già presbitero.
Frequenta gli studi ginnasiali e nel 1923 si trasferisce a Roma, dove frequenta il collegio Capranica e si iscrive alla Pontificia Università Gregoriana, laureandosi in teologia.
Il 21 agosto 1927 viene ordinato sacerdote da monsignor Gennaro Trama. Insegna presso i seminari di Lecce, di Assisi e Molfetta.
Il 25 marzo 1958 è eletto vescovo di Castellaneta e viene consacrato nel Duomo di Lecce il successivo 29 giugno da Francesco Minerva (vescovo di Lecce), coconsacranti Corrado Ursi (vescovo di Nardò) e Guglielmo Motolese (arcivescovo di Taranto).
In quanto vescovo, parteciperà a tutte le sessioni del Concilio Vaticano II tra il 1962 e il 1965.
Dopo un decennio alla guida della diocesi ionica, il 28 aprile 1969 viene promosso alla sede metropolitana di Otranto. Molto presente nella realtà diocesana idruntina, vicino ai giovani e ai poveri, viene ricordato come uomo di grande preghiera.
Dal 28 aprile 1969 al 12 ottobre 1974 è stato anche amministratore apostolico della diocesi di Ugento-Santa Maria di Leuca.
In occasione del 5º centenario della strage dei Beati martiri di Otranto, accoglie il 5 ottobre 1980 papa Giovanni Paolo II, venuto in visita apostolica a Otranto per partecipare ai festeggiamenti e che, per la prima volta nel corso del suo pontificato, giunge in terra pugliese.
Il 27 gennaio 1981, dimessosi per raggiunti limiti di età, lascia la guida della diocesi idruntina rimanendone arcivescovo emerito.
È stato l'ultimo arcivescovo metropolita di Otranto in quanto il 20 ottobre 1980, in base alla bolla papale Conferentia episcopalis apuliae, la sede metropolitana è divenuta l'arcidiocesi di Lecce.
Si ritira nella natìa Squinzano dove continua a servire la Chiesa ed il suo popolo prestando aiuto nella parrocchia di San Nicola.
Muore nella sua città natale il 20 agosto 1998, all'età di 93 anni.
Il 27 giugno 2005, su parere unanime della Conferenza Episcopale Pugliese e con il nulla osta della Congregazione delle Cause dei Santi, monsignor Cosmo Francesco Ruppi ha aperto la fase diocesana del processo di canonizzazione.

## Genealogia episcopale
La genealogia episcopale è:
- Cardinale Scipione Rebiba
- Cardinale Giulio Antonio Santori
- Cardinale Girolamo Bernerio, O.P.
- Arcivescovo Galeazzo Sanvitale
- Cardinale Ludovico Ludovisi
- Cardinale Luigi Caetani
- Cardinale Ulderico Carpegna
- Cardinale Paluzzo Paluzzi Altieri degli Albertoni
- Papa Benedetto XIII
- Papa Benedetto XIV
- Cardinale Enrico Enriquez
- Arcivescovo Manuel Quintano Bonifaz
- Cardinale Buenaventura Córdoba Espinosa de la Cerda
- Cardinale Giuseppe Maria Doria Pamphilj
- Papa Pio VIII
- Papa Pio IX
- Cardinale Gustav Adolf von Hohenlohe-Schillingsfürst
- Arcivescovo Salvatore Magnasco
- Cardinale Gaetano Alimonda
- Cardinale Agostino Richelmy
- Arcivescovo Angelo Bartolomasi
- Arcivescovo Ferdinando Bernardi
- Arcivescovo Francesco Minerva
- Arcivescovo Nicola Riezzo